# Joppa dorsata
Joppa dorsata là một loài tò vò trong họ Ichneumonidae.